# 恩德里克 (1995年出生足球运动员)
恩德里克·多斯·桑托斯·帕拉菲塔（葡萄牙語：Endrick dos Santos Parafita，1995年3月7日—）是一名巴西的马来西亚归化足球运动员，司职中场。目前效力马来西亚超级足球联赛俱乐部柔佛DT，也代表马来西亚国家足球队。

## 國家隊生涯
由于恩德里克出生于巴西，但后来获得了马来西亚国籍，因此他有资格为巴西和马来西亚效力。2023年3月15日，他首次获得马来西亚国家队征召，参加3月18日开始的训练营，备战与土库曼斯坦和中国香港的国际友谊赛。

## 荣誉

### 俱乐部
联邦土地复兴与统一
- 马来西亚首要足球联赛亚军：2018年

槟城
- 马来西亚首要足球联赛冠军：2020年

柔佛DT
- 马来西亚慈善盾冠军：2023年